# Ritratto di Andrea Navagero e Agostino Beazzano
Il Ritratto di Andrea Navagero e Agostino Beazzano è un dipinto a olio su tela (74x107 cm) di Raffaello, databile al 1516 e conservato nella Galleria Doria Pamphilj di Roma.

## Storia
Un dipinto del genere, ma su tavola, venne ricordato da Marcantonio Michiel nella casa di Pietro Bembo a Padova. Il ritratto sarebbe inoltre citato in una lettera di quest'ultimo al cardinal Bibbiena, che ricorda i due scrittori ritratti da Raffaello a Roma nel 1516. Nel 1538, nove anni dopo la morte del Navagero, Bembo cedette il dipinto a Beazzano, suo amico.
Passavant e Cavalcaselle ipotizzarono che la tela della Galleria Doria Pamphilj fosse una copia di ambito veneziano della perduta tavola, mentre altri (Morelli, Gamba) sostennero la piena autografia del dipinto. Adolfo Venturi scrisse che il dipinto poteva essere stato lasciato incompiuto da Raffaello e concluso dai suoi allievi.

## Descrizione e stile
L'identificazione di Andrea Navagero e Agostino Beazzano, scrittori veneti, non è certa, ma accettata quasi concordemente dalla critica. I due sono effigiati su sfondo scuro in posizioni complementari di tre quarti, uno di schiena con la testa ruotata, l'altro frontale. Entrambi rivolgono lo sguardo allo spettatore ed hanno un braccio poggiato su un parapetto, che coincide pressappoco col bordo inferiore del dipinto. La tipologia del doppio ritratto è insolita ma non rara per l'epoca, ed ebbe ulteriori sviluppi in seguito.
I due sono abbigliati alla moda, con abiti scuri di materiali diversi, uno lanoso e uno di velluto o seta, che permisero all'autore di dedicarsi a un diverso modo di rifrazione della luce. Intensa è l'individuazione fisica: uno ha la barba e gli occhi scavati dall'età, sulla cinquantina, l'altro è leggermente più pingue con un caschetto, occhi sporgenti e mento aguzzo con fossetta e un accenno di doppio mento.